# صاروخ كروز باوه
باوه (بالفارسية: پاوه) هو صاروخ كروز أرض-أرض بعيد المدى ويبلغ مداه 1,650 كيلومترًا.

## التطوير
باوه هو جزء من عائلة صواريخ كروز سومار، والتي كُشِفَ عنها في عام 2015 مع أول صاروخ من العائلة هو سومار بمدى 700كم.
وفي 2فبراير2019،كشفت إيران عن صاروخ هويزة، وهو صاروخ أرض-أرض بمدى يزيد عن 1350 كيلومترًا.
تم الكشف عن باوه وعرضها للجمهور في 2 فبراير 2023.

## القدرات
يبلغ مدى الصاروخ 1,650كم (1،030ميل).
يستخدم باوه أجنحة قابلة للسحب على جسمه،ومحرك صاروخ كروز هذا موجود أيضًا خارج الجسم ويقع في الجزء العلوي منه. 
لدى باوه القدرة على اتخاذ مسارات مختلفة للوصول إلى الهدف.أي قبل وصوله إلى الهدف،يدور إلى المدى المطلوب ويهاجم الهدف من اتجاه آخر. 
القدرة الأخرى لصواريخ كروز باوه هي قدرة هذه الصواريخ على الهجوم بشكل جماعي والتواصل مع بعضها البعض أثناء الهجوم.بهذه الطريقة، يعمل أحد الصواريخ كقائد لمجموعة الصواريخ المهاجمة ويوجه الصواريخ الأخرى.إذا لزم الأمر،يتم إرسال صاروخ واحد أو أكثر من الصواريخ المستهدفة إلى الأمام من قبل زعيم الفصيل ويتم طعومه بالفعل لفتح الطريق أمام الصواريخ الأخرى ليتم ضربها بدقة.
أعلنت وسائل إعلام الجمهورية الإسلامية أن مدى الصواريخ الجديدة يكفي للوصول إلى إسرائيل.